# ليتيسيا جيل
ليتيسيا جيل (بالإسبانية: Leticia Gil)‏ هي دراجة إسبانية، ولدت في 1 أغسطس 1982 في إسبانيا.

## وصلات خارجية
- ليتيسيا جيل على موقع الاتحاد الدولي للدراجات (الإنجليزية)
- ليتيسيا جيل على موقع إحصائيات الدراجات الإحترافية (الإنجليزية)
- ليتيسيا جيل على موقع نسبة الدراجات (الإنجليزية)